# Mohammed Kudus
Mohammed Kudus (* 2. srpna 2000 Akkra) je ghanský profesionální fotbalista, který hraje na pozici ofensivního záložníka za anglický klub West Ham United FC a za ghanskou reprezentaci.

## Klubová kariéra
Kudus přišel do dánského klubu Nordsjællandu v lednu 2018 z ghanské akademie Right to Dream.
Kudus debutoval za Nordsjælland pouhé tři dny po svých 18. narozeninách v zápase proti Brøndby IF (výhra 2:0). Hrál od první minuty, ale v poločase byl vystřídán. Svým debutem se stal devátým nejmladším hráčem v historii klubu. Během dvou sezón v klubu se stal jedním z klíčových hráčů a v létě 2020 dánský klub opustil po odehrání 57 utkání, v nichž vstřelil 14 branek.
Dne 16. července 2020 podepsal Kudus pětiletou smlouvu s Ajaxem Amsterdam, který za něj zaplatil asi 9 milionů eur. V klubu debutoval 20. září v ligovém utkání proti RKC Waalwijk. 21. října 2020 debutoval v Lize mistrů v utkání proti Liverpoolu, po pouhých šesti minutách byl střídán, protože utrpěl zranění menisku, které ho vyřadilo na několik měsíců. 21. února 2021 se poprvé od října 2020 vrátil do základní jedenáctky Ajaxu a v 50. minutě vstřelil gól při výhře Ajaxu 4:0 nad Spartou Rotterdam. Na konci jeho první sezony získal Ajax domácí double.
Dne 17. dubna 2022 vystřídal v 86. minutě Davyho Klaassena ve finále KNVB Cupu, které Ajax prohrál 2:1 s PSV. V sezóně 2021/22 odehrál Kudus kvůli zranění jen 16 ligových zápasů, i přesto se podílel na vítězství Ajaxu v nizozemské lize.
Kudus měl v lednu 2023 v plánu opustit Ajax, když na kvalitní výkony z klubu navázal i na mistrovství světa, zájem o něho byl v Anglii, Francii a Německu. Ajax však odmítl ghanského záložníka prodat, ten pak v květnu 2023 odmítl prodloužení smlouvy. Kudus byl v červnu 2023 zvolen nejlepším ghanským fotbalistou za uplynulou sezonu. Ve 42 zápasech nastřílel osmnáct branek.

## Reprezentační kariéra
Kudus debutoval v ghanské reprezentaci 14. listopadu 2019 v zápase proti Jižní Africe, kdy jedním gólem pomohl k výhře 2:0.
Kudus kvůli zranění zmeškal odložený Africký pohár národů 2021, přestože byl na závěrečný turnaj nominován.
Kudus byl povolán na Mistrovství světa ve fotbale 2022 do Kataru. Na turnaji odehrál všechny tři utkání základní skupiny, ze které však Ghana nepostoupila do vyřazovací fáze. V utkání proti Jižní Koreji vstřelil dva góly a rozhodl o výhře 3:2.

## Ocenění

### Klubová

#### Ajax
- Eredivisie: 2020/21, 2021/22
- KNVB Cup: 2020/21

### Individuální
- Ghanský fotbalista roku: 2023[25]
- Talent měsíce Eredivisie: květen 2021[26]